# 名阪まる得きっぷ
名阪まる得きっぷ（めいはんまるとくきっぷ）は、かつて近畿日本鉄道（近鉄）が発売していた、乗車券と特別急行券をセットにした回数乗車券タイプの企画乗車券である。
前身の商品であった「名阪5回数券」と「名阪11回数券」の後継として発売されたものであったが、2017年12月30日限りで発売終了となった（購入済みのものは有効期限まで使用できた）。
2019年1月7日より名阪ビジネス回数きっぷという類似商品が発売されているが、こちらは乗車券のみであり、特急券はチケットレス購入などで別途必要になる。
「名阪まる得きっぷ」の名称は登録商標となっている（登録番号第4072915号。1997年10月24日登録）。

## 利用可能区間
商品名どおり、大阪難波駅・大阪上本町駅・鶴橋駅 - 近鉄名古屋駅間で特急列車を利用できる。名阪特急のほか、伊勢中川駅での阪伊特急・名伊特急の各系統間乗り継ぎなどでも利用できる。但し、観光特急「しまかぜ」は利用できない。
大阪難波駅 - 桑名駅や、大和八木駅 - 名古屋駅のように一部区間のみの利用もできるが、途中乗車・前途放棄の扱いになる。後戻りしない限り、特急列車と普通列車・急行列車等を乗り継いで、鶴橋駅 - 名古屋駅間の各駅（今里駅 - 伊勢中川駅 - 米野駅の各駅）でも乗降できる。有効区間以外の各駅で乗降する場合は、乗り越し乗車する区間の運賃が別途必要となる（特急利用の場合は特急料金も必要）。

## 発売額
この回数券はレギュラーシート（JRの普通車指定席に相当）用とデラックスシート（JRのグリーン車に相当）用それぞれに5枚つづりと10枚つづりの計4種類が用意されている。座席クラスと枚数で、細かい商品名がつけられている。
- 名阪まる得きっぷ5（レギュラーシート用・5枚つづり）…1冊18,000円（1枚あたり3,600円で通常より660円安い）
- 名阪まる得きっぷ10（レギュラーシート用・10枚つづり）…1冊33,500円（1枚あたり3,350円で通常より910円安い）
- 名阪まる得きっぷ5DX（デラックスシート用・5枚つづり）…1冊20,000円（1枚あたり4,000円で通常より770円安い）
- 名阪まる得きっぷ10DX（デラックスシート用・10枚つづり）…1冊37,000円（1枚あたり3,700円で通常より1,070円安い）

大人用のみで、小人用の発売はない。大人用1枚で小人2人が乗車することはできない。
以前は4枚つづり・20枚つづりのものも発売されていた。

## 発売箇所
近鉄主要駅、阪神神戸三宮駅、主要旅行会社で発売されており、有効期限は購入日から3か月である。難波や名駅などの金券ショップでは、1枚単位で多量にばら売りされており、入手は容易だった。
一部券片使用後の残り分の払い戻しも可能で、払戻額は（発売金額）－（正規運賃＋料金）×（使用済み券片数）－（手数料220円）。ただし発売時の表紙が必要となるので、金券ショップでばら売りされたものは払い戻しできない。

## 利用方法
名阪まる得きっぷ自体は非磁気化の常備券（あらかじめ専用の用紙に印刷したもの）であり、そのままでは改札を通れない。乗車前に特急券売場の有人窓口（特急券自動発売機は使用できない）に提出して座席指定を受けると、引き換えに自動改札機を利用できる磁気化券が発行される。座席指定は使用日の1か月前から行っている。利用期間の制限はなく、ゴールデンウィークやお盆、年末年始でも使用できる。
レギュラーシート用に追加料金（大阪難波・大阪上本町・鶴橋 - 名古屋の場合 510円）を窓口で支払って、デラックスシートに乗車することもできる。デラックスシート用でレギュラーシートに乗車することもでき、差額の払い戻しを受けられる（デラックス料金も割引されているので、払戻額は510円より少ない）。伊勢志摩ライナーで運用される列車なら、レギュラーシート用2枚または4枚でサロンカーに乗車することもできる。